# Stępowo (gromada)
Stępowo – dawna gromada, czyli najmniejsza jednostka podziału terytorialnego Polskiej Rzeczypospolitej Ludowej w latach 1954–1972.
Gromady, z gromadzkimi radami narodowymi (GRN) jako organami władzy najniższego stopnia na wsi, funkcjonowały od reformy reorganizującej administrację wiejską przeprowadzonej jesienią 1954 do momentu ich zniesienia z dniem 1 stycznia 1973, tym samym wypierając organizację gminną w latach 1954–1972.
Gromadę Stępowo z siedzibą GRN w Stępowie utworzono – jako jedną z 8759 gromad na obszarze Polski – w powiecie rypińskim w woj. bydgoskim, na mocy uchwały nr 24/10 WRN w Bydgoszczy z dnia 5 października 1954. W skład jednostki weszły obszary dotychczasowych gromad Stępowo, Jasin, Kwiatkowo, Godziszewy, Wólka, Przywitowo i Kotowy ze zniesionej gminy Sadłowo w tymże powiecie. Dla gromady ustalono 23 członków gromadzkiej rady narodowej.
Gromadę zniesiono 1 stycznia 1969, a jej obszar włączono do gromad Sadłowo (sołectwa Godziszewy, Jasin, Kotowy, Kwiatkowo, Stępowo i Wólka) i Okalewo (sołectwo Przywitowo) w tymże powiecie.